# Arîstivka, Șarhorod
Arîstivka (în ucraineană Аристівка) este un sat în comuna Derebciîn din raionul Șarhorod, regiunea Vinnița, Ucraina.

## Demografie
Componența lingvistică a localității Arîstivka
     Ucraineană (98,42%)
     Rusă (1,58%)
Conform recensământului din 2001, majoritatea populației localității Arîstivka era vorbitoare de ucraineană (98,42%), existând în minoritate și vorbitori de rusă (1,58%).